# Tom and Jerry in Fists of Furry
Tom and Jerry in Fists of Furry é um jogo de luta para o Nintendo 64 lançado em 12 de Novembro de 2000. Possui uma mecânica de jogo semelhante a do jogo The Simpsons Wrestling do Playstation. Também possui versões para PC

## Personagens Iniciais
- Tom
- Jerry

## Personagens Desbloqueáveis
- Duckling (conclua o jogo com Tom ou Jerry)
- Butch (conclua o jogo com Duckling)
- Spike Jr. (conclua o jogo com Butch)
- Tuffy (conclua o jogo com Spike Jr.)
- Spike (conclua o jogo com Tuffy)

## Modos de Jogo
- Single Player
- Team Player (desbloqueavel se completar o jogo com Spike)